# هوارد جورجي
هوارد جورجي (بالإنجليزية: Howard Georgi)‏ (و. 1947 – م) هو فيزيائي، وأستاذ جامعي من الولايات المتحدة الأمريكية . ولد في سان بيرناردينو (كاليفورنيا) . وهو عضواً في الأكاديمية الوطنية للعلوم، والأكاديمية الأمريكية للفنون والعلوم .

## التعليم
تعلم في جامعة هارفارد، وجامعة ييل

## مناصب وهيئات
أدار جامعة هارفارد.

## جوائز
حصل على جوائز منها:
- ميدالية ديريك (2000)
- جائزة ساكوراي (1995).